# Portugals Grand Prix 1995
Portugals Grand Prix 1995 var det trettonde av 17 lopp ingående i formel 1-VM 1995.

## Resultat
1. David Coulthard, Williams-Renault, 10 poäng
2. Michael Schumacher, Benetton-Renault, 6
3. Damon Hill, Williams-Renault, 4
4. Gerhard Berger, Ferrari, 3
5. Jean Alesi, Ferrari, 2
6. Heinz-Harald Frentzen, Sauber-Ford, 1
7. Johnny Herbert, Benetton-Renault
8. Martin Brundle, Ligier-Mugen Honda
9. Mark Blundell, McLaren-Mercedes
10. Eddie Irvine, Jordan-Peugeot
11. Rubens Barrichello, Jordan-Peugeot
12. Jean-Christophe Boullion, Sauber-Ford
13. Mika Salo, Tyrrell-Yamaha
14. Luca Badoer, Minardi-Ford
15. Taki Inoue, Footwork-Hart
16. Pedro Diniz, Forti-Ford
17. Roberto Moreno, Forti-Ford

### Förare som bröt loppet
- Andrea Montermini, Pacific-Ilmor (varv 53, växellåda)
- Mika Häkkinen, McLaren-Mercedes (44, motor)
- Jean-Denis Deletraz, Pacific-Ilmor (14, kroppsligt)
- Olivier Panis, Ligier-Mugen Honda (10, snurrade av)
- Pedro Lamy, Minardi-Ford (7, växellåda)
- Ukyo Katayama, Tyrrell-Yamaha (0, kollision)
- Max Papis, Footwork-Hart (0, växellåda)